# F. C. Augsburgo II
El FC Augsburgo II es un equipo de fútbol de Alemania que juega en la Regionalliga Bayern, la cuarta liga de fútbol más importante del país.

## Historia
Fue fundado en el año 1969 en la ciudad de Augsburgo y es el equipo reserva del F. C. Augsburgo, por lo que no pueden jugar en la Bundesliga, aunque sí pueden jugar en la Copa de Alemania y sus jugadores pueden formar parte del primer equipo.
Al principio el equipo había desaparecido ente las divisiones más bajas del fútbol alemán, pero ascendió a la Landesliga Bayern-Süd en 1976, aunque dos años más tarde descendió de categoría y permaneció en ella por 25 años. Hicieron su primera aparición en la Copa de Alemania en 1977/78, donde fue eliminado por el Hertha BSC en la Tercera Ronda.
En 1988 se convirtió en uno de los equipos fundadores de la Bezirksoberliga Schwaben, la cual abandonaron antes de terminar la primera temporada, desapareciendo por más de 10 años.
En el año 2004 regresaron a la Landsliga Bayern-Süd, obteniendo buenos resultados, pero no los suficientes para lograr el ascenso de categoría hasta que en el año 2012 lo obtuvieron al igual que la licencia para jugar en la Regionalliga Bayern, obteniendo el ascenso de la sexta a la cuarta división sin siquiera pasar por la quinta división.

## Palmarés
- Bezirksoberliga Schwaben: 1 (VI)

2004
- Bezirksliga Schwaben-Nord: 1 (V)

1976
- Bezirksliga Schwaben-Süd: 1 (VII)

2003
- Copa Schwaben: 1

1977

## Temporadas recientes
Estas son las temporadas del equipo desde 1999:
| Temporada | Liga                     | Nivel | Posición |
| 2002–03   | Bezirksliga Schwaben-Süd | VII   | 1º ↑     |
| 2003–04   | Bezirkliga Schwaben      | VI    | 1º ↑     |
| 2004–05   | Landesliga Bayern-Süd    | V     | 10º      |
| 2005–06   | Landesliga Bayern-Süd    | V     | 5º       |
| 2006–07   | Landesliga Bayern-Süd    | V     | 4º       |
| 2007–08   | Landesliga Bayern-Süd    | V     | 4º       |
| 2008–09   | Landesliga Bayern-Süd    | VI    | 9º       |
| 2009–10   | Landesliga Bayern-Süd    | VI    | 3º       |
| 2010–11   | Landesliga Bayern-Süd    | VI    | 5º       |
| 2011–12   | Landesliga Bayern-Süd    | VI    | 2º ↑     |
| 2012–13   | Regionalliga Bayern      | IV    | 16º      |
| 2013–14   | Regionalliga Bayern      | IV    |          |

- Con la introducción de las Bezirksoberligas en 1988 como el nuevo quinto nivel por debajo de las Landesligas, todas las ligas bajaron un nivel. Con la introducción de las Regionalligas en 1994 y de la 3. Liga en 2008 como el nuevo tercer nivel por debajo de la 2. Bundesliga, todas las demás ligas bajaron un nivel. Con el establecimiento de la Regionalliga Bayern como el nuevo cuarto nivel en Baviera en 2012, la Bayernliga pasó a ser una combinación de las divisiones Norte y Sur, el número de Landesligas se expandieron de 3 a 5 y las Bezirksoberligas desaparecieron. Todas las ligas que formaban parte de las Bezirksligas subieron un nivel.

## Apariciones en la Copa de Alemania
| Temporada | Ronda | Fecha                 | Local                 | Visita               | Marcador | Asistencia |
| 1977–78   | 1     | 29 de junio de 1977   | Arminia Hannover      | FC Augsburg Amateure | 0–1      | 2,200      |
| 1977–78   | 2     | 20 de agosto de 1977  | 1. FC Normannia Gmünd | FC Augsburg Amateure | 1–2      | 2,500      |
| 1977–78   | 3     | 14 de octubre de 1977 | FC Augsburg Amateure  | Hertha BSC Berlin    | 0–4      | 4,000      |